# 李元兴
李元兴（1964年10月—），江苏省沛县人，中华人民共和国政治人物。原中共乌兰县委书记。

## 生平
1964年10月，李元兴出生在江苏省沛县。1982年，李元兴进入青海省商业学校财会专业学习，1984年毕业后分配至海西蒙古族藏族自治州商业局工作，曾担任业务科副科长、驻宁办副主任，期间于1991年12月加入中国共产党。1997年10月，李元兴调入海西蒙古族藏族自治州贸易局（后改称经济贸易委员会），先后出任商业科科长、办公室主任、综合科科长。2004年3月转任海西蒙古族藏族自治州冷湖行政委员会副主任。2006年3月调回海西蒙古族藏族自治州经贸委，担任副主任兼州招商局局长。同年6月，李元兴调任中共德令哈市委常委、市人民政府副市长，2008年3月升任市委副书记。2010年12月，李元兴调任中共乌兰县委书记，2021年4月卸任。2016年8月，李元兴出任海西州人大常委会副主任。

### 落马
2023年11月24日，李元兴涉嫌严重违纪违法接受青海省纪委监委纪律审查和监察调查。
2024年5月22日，李元兴遭到开除公职开除党籍（双开）处分。5月23日，青海省人民检察院依法以涉嫌受贿罪对李元兴作出逮捕决定。